# جائزة الهلال الذهبي
جائزة الهلال الذهبي أو مهرجان الهلال الذهبي هو حفل جوائز سنوي سُمي بهذا الاسم لأنه اُقيم في شهر رمضان، ويُعتبر من أهم المناسبات التي تُقام لتكريم أفضل الأعمال الدرامية والبرامج العراقية التي تُعرض خلال شهر رمضان على القنوات الفضائية. صاحب فكرة جائزة الهلال الذهبي هو الصحفي حيدر النعيمي.

## التاريخ
كانت النسخة الأولى في عام 2019 وسُميت باسم الفنان الراحل راسم الجميلي. وتضمنت الجائزة عشرة مجالات في فئة الأفضل وهي: أفضل ممثل، أفضل ممثلة، أفضل ممثل شاب، أفضل ممثلة شابة، أفضل برنامج، أفضل شارة، أفضل مغني شارة، أفضل مخرج، أفضل سيناريو، أفضل عمل. وجرت فعاليات الحفل الذي حضره نخبة من الفنانين العراقيين والإعلاميين والشخصيات الحكومية ورجال الأعمال في فندق بابل ببغداد. وأما دورتها الثانية فقد أقيمت عام 2020 باسم دورة الفنان العراقي بهجت الجبوري وأقيمت في فندق بابل ببغداد أيضاً.

## عملية الاختيار والتصويت
في النسخة الأولى، تم اعتماد 50٪ من الأصوات للجنة التحكيم، و50٪ أخرى للتصويت الإلكتروني. في نسختها الثانية، تم تعديل النسبة إلى 40٪ للتصويت الإلكتروني و60٪ للجنة التحكيم.

## الفائزون

### أفضل عمل
| السنة | الفائز    | م.          |
| ----- | --------- | ----------- |
| 2019  | هوى بغداد | [ 1 ]       |
| 2020  | بنج عام   | [ 6 ] [ 7 ] |
| 2025  | سحر أسود  | [ 8 ]       |
| 2025  | عفو عام   | [ 8 ]       |

### أفضل مخرج
| السنة | الفائز        | م.    |
| ----- | ------------- | ----- |
| 2019  | مهند أبو خمرة |       |
| 2020  | علي فاضل      | [ 7 ] |
| 2022  | دافيد أوريان  | [ 9 ] |
| 2025  | علي فاضل      | [ 8 ] |
| 2025  | مراد ترك      | [ 8 ] |

### أفضل سيناريو
| السنة | الفائز        | م.    |
| ----- | ------------- | ----- |
| 2019  | مهند أبو خمرة |       |
| 2020  | مصطفى الركابي | [ 7 ] |
| 2022  | أحمد هاتف     | [ 9 ] |

### أفضل ممثل رئيسي
| السنة | الفائز           | م.            |
| ----- | ---------------- | ------------- |
| 2019  | إياد راضي        |               |
| 2020  | محمود أبو العباس | [ 10 ] [ 11 ] |
| 2022  | محمد هاشم        | [ 9 ]         |
| 2024  | بكر خالد         | [ 12 ]        |
| 2025  | أثير كشكول       | [ 8 ]         |

### أفضل ممثلة رئيسي
| السنة | الفائز     | م.     |
| ----- | ---------- | ------ |
| 2019  | آلاء حسين  |        |
| 2020  | شذى سالم   | [ 7 ]  |
| 2022  | زهور علاء  | [ 9 ]  |
| 2024  | جمانة كريم | [ 12 ] |
| 2025  | آلاء حسين  | [ 8 ]  |

### أفضل ممثل مساعد
| السنة | الفائز          | م.     |
| ----- | --------------- | ------ |
| 2022  | غسان إسماعيل    | [ 9 ]  |
| 2024  | يحيى إبراهيم    | [ 12 ] |
| 2024  | علي فرحان       | [ 12 ] |
| 2025  | سامر دشر        | [ 8 ]  |
| 2025  | علاء الإبراهيمي | [ 8 ]  |

### أفضل ممثلة مساعدة
| السنة | الفائز      | م.     |
| ----- | ----------- | ------ |
| 2022  | شاهندة      | [ 9 ]  |
| 2024  | صبا إبراهيم | [ 12 ] |
| 2025  | شاهندة      | [ 8 ]  |
| 2025  | هند طالب    | [ 8 ]  |

### أفضل ممثل شاب
| السنة | الفائز          | م.     |
| ----- | --------------- | ------ |
| 2019  | آسر ويست        |        |
| 2019  | خالد عمران      |        |
| 2020  | حسين عجاج       | [ 7 ]  |
| 2022  | زيد الملاك      | [ 9 ]  |
| 2024  | حسين حافظ       | [ 12 ] |
| 2024  | أمير عبد الحسين | [ 12 ] |
| 2025  | أحمد نسيم       | [ 8 ]  |

### أفضل ممثلة شابة
| السنة | الفائز       | م.     |
| ----- | ------------ | ------ |
| 2019  | زهراء حبيب   |        |
| 2020  | شروق الحسن   | [ 7 ]  |
| 2022  | براء الزبيدي | [ 9 ]  |
| 2024  | مريم غريبة   | [ 12 ] |
| 2025  | هبة عادل     | [ 8 ]  |

### أفضل ممثل عربي
| السنة | الفائز      | م.     |
| ----- | ----------- | ------ |
| 2025  | ماجد المصري | [ 13 ] |

### أفضل برنامج تلفزيوني
| السنة | الفائز                                                 | م.     |
| ----- | ------------------------------------------------------ | ------ |
| 2019  | ضي القمر تقديم الشاعر مأمون النطح                      |        |
| 2020  | الجيش الأبيض تقدم علي الخالدي                          | [ 7 ]  |
| 2022  | رفقة على الفضائية العراقية العامة                      | [ 9 ]  |
| 2022  | نجوم على نار على فضائية UTV                            | [ 9 ]  |
| 2024  | الله بالخير تقدم جمانة محمد كأفضل برنامج إنساني        | [ 12 ] |
| 2024  | خيوط ذهب تقدم الإعلامية شيماء هلال، كأفضل برنامج حواري | [ 12 ] |
| 2024  | تجربتي كأفضل برنامج ترفيهي.                            | [ 12 ] |

### أفضل مغني شارة
| السنة | الفائز                          | م.     |
| ----- | ------------------------------- | ------ |
| 2019  | حاتم العراقي عن شارة العرضحالجي | [ 14 ] |
| 2020  | محمد عبد الجبار                 | [ 7 ]  |
| 2022  | سيف عامر عن شارة بنات صالح      | [ 9 ]  |
| 2025  | رحمة رياض عن شارة العشرين       | [ 8 ]  |

### أفضل إدارة تصوير
| السنة | الفائز   | م.    |
| ----- | -------- | ----- |
| 2025  | سحر أسود | [ 8 ] |

### أفضل إدارة فنية
| السنة | الفائز   | م.    |
| ----- | -------- | ----- |
| 2025  | سحر أسود | [ 8 ] |
| 2025  | الجنة    | [ 8 ] |

### أفضل نص درامي
| السنة | الفائز   | م.    |
| ----- | -------- | ----- |
| 2025  | لم الشمل | [ 8 ] |

### أفضل برنامج تلفزيوني رياضي
| السنة | الفائز                   | م.           |
| ----- | ------------------------ | ------------ |
| 2020  | 3 واحد تقديم طه أبو رغيف | [ 15 ] [ 7 ] |